# Siegfried Klewitz
Siegfried Paul Martin Klewitz (* 9. April 1888 in Möckern; † 1. Januar 1970 in Gnadau) war ein deutscher Kommunalpolitiker in Magdeburg und Mitglied der DVP und LDPD.

## Leben
Während des Ersten Weltkrieges hatte er unter schweren Bedingungen erste Erfahrungen als Leiter des Quedlinburger Versorgungsamtes gesammelt, da er für den Militärdienst untauglich war. Als er nach Kriegsende die Stelle für Heimkehrer frei machen musste, wurde er Prokurist einer Quedlinburger Großhandelsfirma für Saatgut.
Im Jahre 1927 wurde er Stadtrat für Fremdenverkehr und Wirtschaftsförderung im Magistrat der Stadt Magdeburg. Er war Dezernent des Verkehrs- und Ausstellungsamtes der Stadtverwaltung Magdeburg. Ebenfalls war er Mitglied im Gemeinsamen Ausschuss für Rechtsstreitigkeiten des Magistrat der Stadt Magdeburg.
Im Jahre 1932 wohnte er in Magdeburg-Sudenburg in der Klewitzstraße 8.
In der Zeit vom 12. März 1933 bis 21. März 1933 nach der Absetzung des Oberbürgermeisters Ernst Reuter durch die SA wurde er als kommissarischer Oberbürgermeister in Magdeburg eingesetzt und später im gleichen Jahr zum Stadtkämmerer ernannt. Die Alltagspraxis nach 1933 war von der Sanierung des schwer belasteten Haushaltes geprägt. Dabei profitierte er von seiner Sachkenntnis und von Initiativen seines Vorgängers, an dessen vorzeitigen Ende er beteiligt war. In den folgenden Jahren war er der Kopf in allen städtischen Finanzangelegenheiten. Durch seine Sachkenntnis und sein Finanzgeschick konnten die Nationalsozialisten einen erheblichen Prestigegewinn auf dem Gebiet der Wirtschaft verzeichnen. Als die Braunkohle-Benzin AG sich in Magdeburg ansiedelte, übernahm er die Verhandlungen seitens der Stadt Magdeburg mit dem Konzern. 
Laut Angaben von Ernst Reuter übernachtete dieser während der „wilden Phase“ der Machtergreifung eine Nacht in der Wohnung von Klewitz, da er Angst vor weiteren Überfällen der SA hatte. Beide waren freundschaftlich über das Kriegsende hinaus verbunden. 1937 nach der Aufhebung des Aufnahmestopps hatte er bereits einen Mitgliedsantrag für die NSDAP ausgefüllt, da die Nationalsozialisten ihn aus dem Amt drängten. Sein Opportunismus scheiterte aber am Engagement seiner Frau für die Evangelische Frauenhilfe, was die Kreisleitung der NSDAP zu einem negativen Votum bezüglich seines Parteieintritts bewegte. Auch sonst war sein Handeln nicht immer im Sinne der NSDAP gewesen. Als Vorsitzender des Gustav-Adolf-Vereins musste er sich bei Sammlungen den Ansprüchen des Winterhilfswerkes und der NSV unterordnen. Für den Presbyter blieben in der Vorortgemeinde Sudenburg die Auseinandersetzung um die Bekennende Kirche konfliktträchtig. Auch hatte sich der Sudenburger Gemeindekirchenrat in der Frage der Beerdigung eines sogenannten Judenchristen behauptet. Hauptamtlichen Stadträten war es untersagt während des Krieges wegen des ständigen Personalmangels aus dem Dienst zu scheiden. Er bekam aber eine Ausnahmegenehmigung durch das Reichsministerium des Innern und konnte 1939 sein Amt aufgeben. Seine Tätigkeit in der Privatwirtschaft im Management der Zinkhütte Georg von Giesches Erben in Breslau bereitete nicht unerhebliche Probleme. In der Zeit von Januar 1944 bis Mai 1945 war er als Hilfsarbeiter in der Privatwirtschaft beschäftigt.
Ab September 1946 war er Oberkonsistorialrat der Provinzialsynode Magdeburg. Von 1946 bis 1950 war er Fraktionsvorsitzender der LDPD im Magdeburger Stadtrat. Aufgrund einer Kampagne der SED und der sowjetischen Besatzungsmacht wurde er aus der Partei ausgeschlossen, wobei seine Tätigkeit als Stadtkämmerer während des Nationalsozialismus nicht thematisiert wurde. Allerdings wurde seine Zeit als Stellvertreter des Kulturdezernenten Otto Donath zu einem Thema gemacht. Immerhin fiel in diese Zeit der Vertretung die Einrichtung einer Judenschule im Jahr 1938. Es handelte sich hier um eine schwerwiegende Maßnahme rassistischer Verfolgung.
Am 24. Januar 1958 erfolgte eine Festnahme wegen illegaler Geldeinschleusung in die DDR gemeinsam mit dem Konsistorialpräsident Kurt Grünbaum Sie hatten heimlich westdeutsche Geldmittel von West-Berlin in die DDR eingeschleust. Der Strafprozess erfolgte vor dem 2. Strafsenat des Bezirksgericht Magdeburg.

## Publikation
- Die Von Stadt Und Kreis Für Den Privathaushalt Übernommenen Leistungen. FB&C Limited, 2018, Inaugural-Dissertation (Classic Reprint)[6]